# Danse à la ville
Danse à la ville est une peinture à l'huile sur toile réalisée en 1883 par le peintre français Pierre-Auguste Renoir. Ses dimensions sont de 180 × 90 cm. La toile constitue le pendant de Danse à la campagne exposé à côté au musée d'Orsay à Paris. Les deux tableaux représentent deux aspects différents, sinon opposés, de la danse. À l'élégante retenue des danseurs urbains, à la froideur du salon où ils évoluent, s'oppose la gaieté de la danse campagnarde en plein air. 

## Description
Le modèle masculin de ce tableau est Paul Auguste Lothe, alors que la femme est Suzanne Valadon, qui à l'époque à laquelle elle a posé, est enceinte d'un fils, le futur peintre Maurice Utrillo. La position des personnages dévoile qu'ils sont en train de danser une valse, l'unique danse de l'époque où les couples pouvaient danser collés . L'œuvre, à taille naturelle, reflète l'élégance et la distinction ; la jeune danseuse symbolise le raffinement de la mode parisienne de l'époque. 